# 김석류
김석류 (金碩榴; 1983년 8월 25일 ~ )는 대한민국 케이블 TV 채널 KBS N 스포츠의 전 야구 전문 아나운서이다.

## 생애
서울 출신으로 2002년 한양대학교 생활과학부에 입학해 실내환경디자인을 전공하였고, 교내 방송 ‘라이온TV’의 아나운서와 동문회보의 기자로 일하면서 졸업 후 방송 분야로 진출하기 위한 토대를 마련하였다. 2005년에는 국비 장학생으로 뽑혀 일본 와세다 대학으로 1년간 교환 학생을 다녀오기도 했다.
졸업 후 자신의 전공과 적성이 맞지 않다고 느낀 그녀는 2006년 한국경제TV의 아나운서로 잠시 일한 뒤 2007년 케이블 텔레비전 방송사 KBS N에 아나운서로 입사하였고, 채널 KBS N 스포츠에서 스포츠 전문 아나운서로 일하기 시작했다. 그녀는 국내 프로 야구, 프로 축구, 프로 배구, 프로 농구, 씨름 등 다양한 스포츠 종목의 현장 아나운서로 활약하였고, 이탈리아 프로 축구 리그에 관한 TV 프로그램《띠아모 세리에 A》의 진행을 맡기도 했다.
그는 차츰 야구 방송을 주로 하면서 야구 전문 여자 아나운서 1세대의 대표 주자가 되었는데, 이전까지 그녀는 야구에 대해 문외한이었다. 야구 전문가가 되기 위해 집중적으로 공부를 하였고, 많은 인터뷰를 통해 현장 학습을 하였으며, 2009년《일간 스포츠》에 칼럼〈재미씨는 김석류다〉를 연재하였다. 현장 인터뷰 등의 업무를 후배에게 물려준 뒤 2009년부터는 프로그램《아이 러브 베이스볼》(I Love Baseball)을 진행하였고, 2010년 초에는 그동안의 경험을 바탕으로 본인이 진행하는 프로그램과 동명의 야구 입문서《김석류의 아이 러브 베이스볼》을 냈다.
한편, 2010년 5월에는 KBS N스포츠의 《천하무적 야구단 스페셜 매치》의 중계 캐스터로 발탁되어 활동하였다.
2010년 자신이 썼던 책 《김석류의 아이 러브 베이스볼》에서 썼던 '나는 야구 선수와 연애하지 않겠다'라는 글과 달리 갑작스러운 결혼발표 후2010년 12월 11일, 야구 선수 김태균과 결혼하였고, 결혼 발표 이후에 야구팬들의 조롱과 악플을 집중적으로 받았으며 자신이 진행하던 프로그램들에서 모두 하차한 후, 일본에서 유학을 하고 있다. '나•는•야•구•선•수•와•연•애•하•지•않•겠•다' 이 글귀는 야구팬들 사이에서 전설적인 패러디 글귀가 되어 야구팬들 인터넷카페에서 명언,패러디,별명 관련 게시판에서 지속적인 사랑을 받고 있다.

## 저서
- 2010년, 《김석류의 아이 러브 베이스볼》. 시공사. 총 296쪽. ISBN 9788952758521.[14]

## 수상 경력
- 2010년 제4회 케이블TV 방송대상 - 올해의 스타상